# Arturo Bührle
Arturo Bührle Cerda (Santiago, 14 de diciembre de 1886 - Valdivia, abril de 1927) fue un actor cómico chileno y dramaturgo, conocido por formar la primera compañía de teatro nacional. Estuvo casado con la actriz Elena Puelma, con quien tuvo una hija, María, futura actriz y conductora de radio, y un hijo Alfonso.

## Biografía
Hijo de Arturo Bührle Rios, músico y director de orquesta, y Mercedes Ignacia Cerda, fue el mayor de tres hermanos: Rebeca, Luisa y Carlos. Estudió en el Colegio San Pedro Nolasco y en el Liceo de Aplicación.
Se formó como actor en compañías españolas en gira por Chile. Tras lograr cierto renombre, fundó junto a su amigo Enrique Báguena una compañía propia en 1917, que estrenó en el Teatro Palet en Talca.
En 1918, la compañía debutó en Santiago, con actores, repertorio, empresarios y diseñadores chilenos. Entre los actores que integraron la compañía destacaron Elena Puelma, esposa de Bührle, Pilar Mata, Elsa Alarcón, Alejandro Flores Pinaud, Pedro Sienna y Juan Ibarra. Recorrieron el país con obras de autoría chilena y extranjera, especialmente española.
Bührle representaba papeles cómicos y era reconocido por su capacidad de improvisación. Escribió varias obras propias y en las que no eran suyas solía crear diálogos de gran hilaridad.
Falleció en Valdivia, en 1927, a los 41 años, de cirrosis hepática, debido a su afición al alcohol. Sus restos fueron trasladados a Santiago en tren, y a lo largo del trayecto se le rindieron muchos homenajes, que demostraron la gran popularidad que tenía.
A dos años de su muerte, Pedro Sienna escribió un libro dedicado a Bührle, con anécdotas de su vida bohemia y reflexiones sobre su peculiar estilo humorístico, ilustrado por Víctor Bianchi.